# تاج‌گذاری الیزابت دوم
تاج‌گذاری الیزابت دوم (به انگلیسی: Coronation of Elizabeth II) به عنوان فرمانروای بریتانیا، کانادا، استرالیا، نیوزیلند، آفریقای جنوبی، قلمروی پاکستان و سری‌لانکا در ۲ ژوئن ۱۹۵۳ اتفاق افتاد. الیزابت دوم در سن ۲۵ سالگی و پس از مرگ جرج ششم در تاریخ ۶ فوریه سال ۱۹۵۲ به سلطنت رسید و اعلامیه به سلطنت رسیدنش در کشورها و قلمروهای تحت سلطنت او قرائت شد. اما تاج‌گذاری سلطنتی بیشتر از یک سال بعد در کلیسای وست‌مینستر برگزار گردید. دلیل این فاصله، سنتی است که برگزاری چنین مراسمی را در دوران سوگواری برای پادشاه درگذشته، نامناسب می‌داند. در مراسم تاج‌گذاری، الیزابت به برقراری قانون و ریاست کلیسای انگلستان سوگند یاد کرد. مدال تاج‌گذاری الیزابت دوم که یک مدال یادمان بود در سراسر قلمروی مشترک‌المنافع صادر شد. این اولین تاج‌گذاری بریتانیا بود که از تلویزیون پخش گردید. این مراسم یک‌روزه، بالغ بر ۱۴ ماه، عقبه و آماده‌سازی داشت که از نخستین جلسهٔ مجمع تاج‌گذاری در آوریل ۱۹۵۲ که به ریاست شاهزاده فیلیپ برگزار شده بود، لحاظ گردید. کمیته‌های دیگری نیز در همین راستا تشکیل گردید که عبارت بودند از کمیتهٔ مشترک تاج‌گذاری و کمیتهٔ اجرایی تاج‌گذاری.
ماری تک، مادربزرگ الیزابت دوم در ۲۴ مارس ۱۹۵۳ میلادی درگذشت و این در حالی است که در وصیت‌نامه‌اش اظهار داشته بود که مرگ وی، نمی‌بایست خللی در برنامهٔ تاج‌گذاری وارد نماید و این رویداد، طبق برنامه‌ریزی از پیش تعیین‌شده پیش رفت. تخمین زده می‌شود که بالغ بر ۱٫۵۷ میلیون پوند هزینهٔ مراسم گردیده‌است که معادل آن در سال ۲۰۱۶، بالغ بر ۳۸٬۶۸۰٬۰۰۰ پوند می‌گردد که شامل تهیه و تجهیز غرفه‌هایی در طول مسیر راهپیمایی برای اسکان ۹۶٬۰۰۰ نفر بوده‌است. علاوه بر این‌ها، دستشویی‌ها، تزئینات خیابانی، لباس‌ها، کرایهٔ اتومبیل و در نهایت، جایگزینی جواهرات سلطنتی پادشاهی بریتانیا هم مزید بر هزینه‌ها بوده‌است.

## نگارخانه

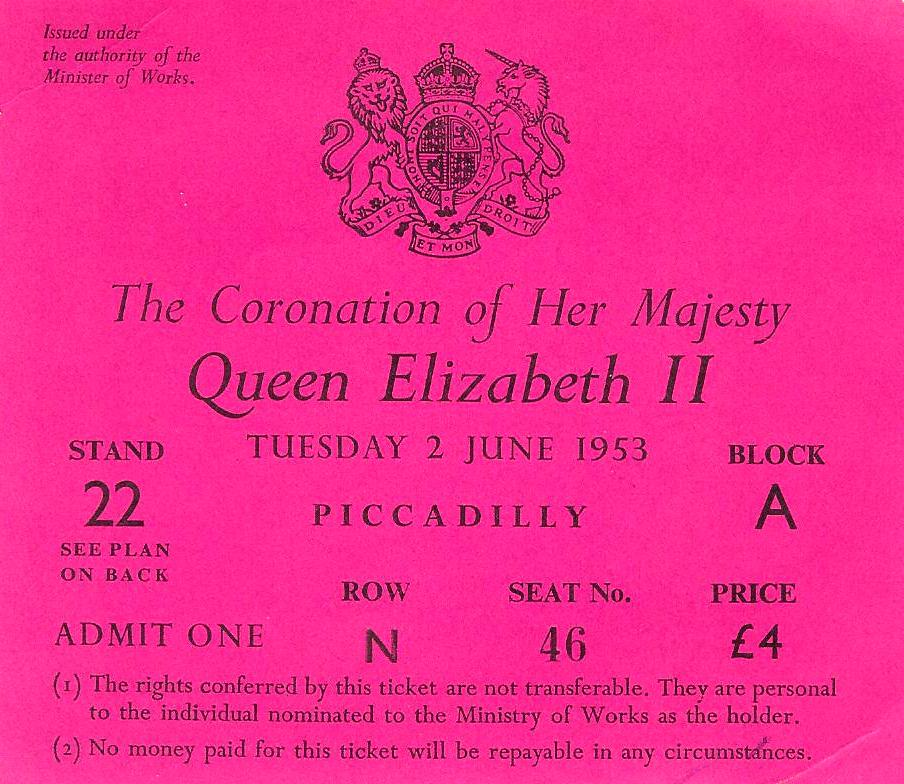
بلیط و مجوز مراسم
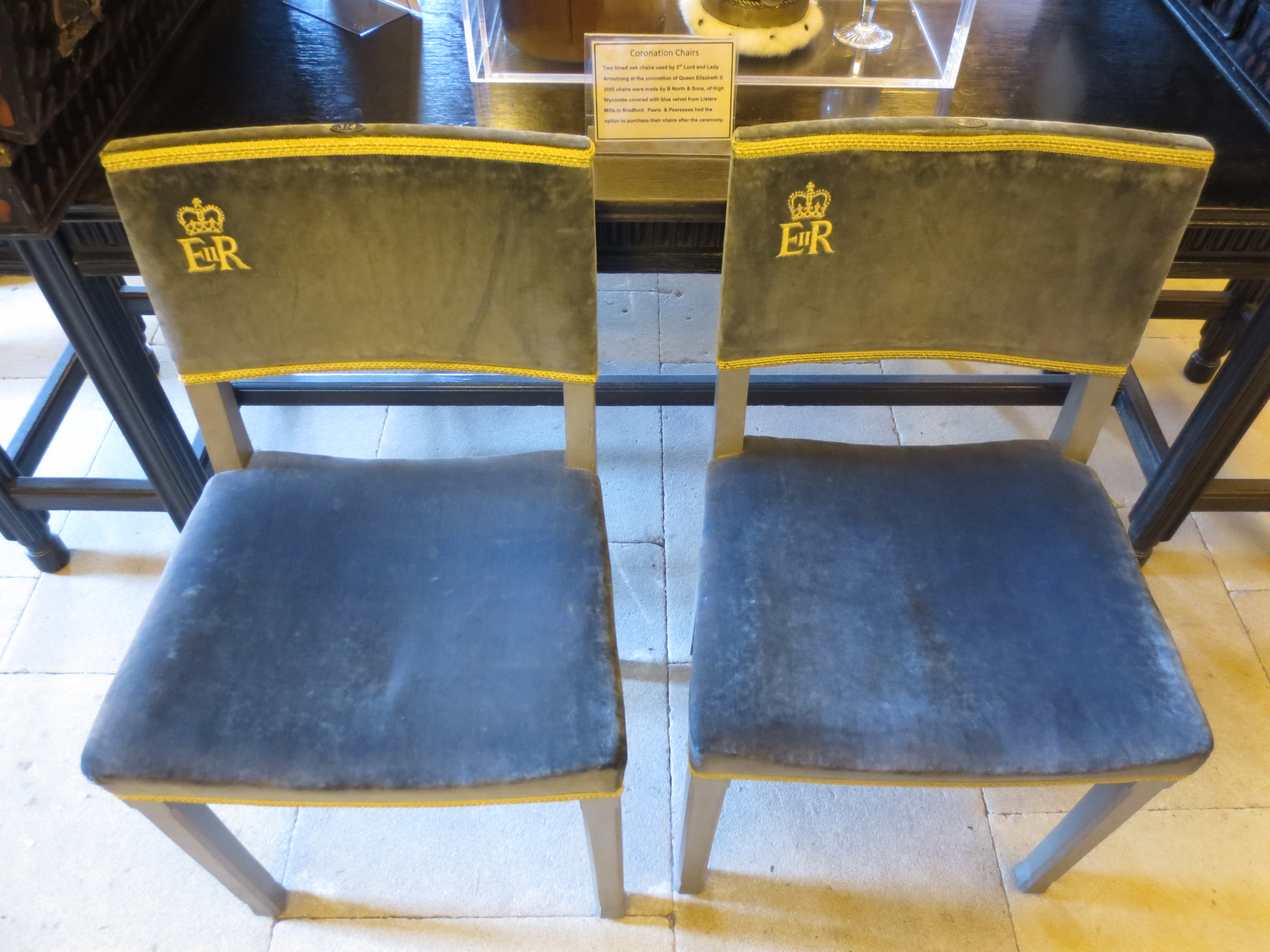
صندلی‌های مخصوص ملکه
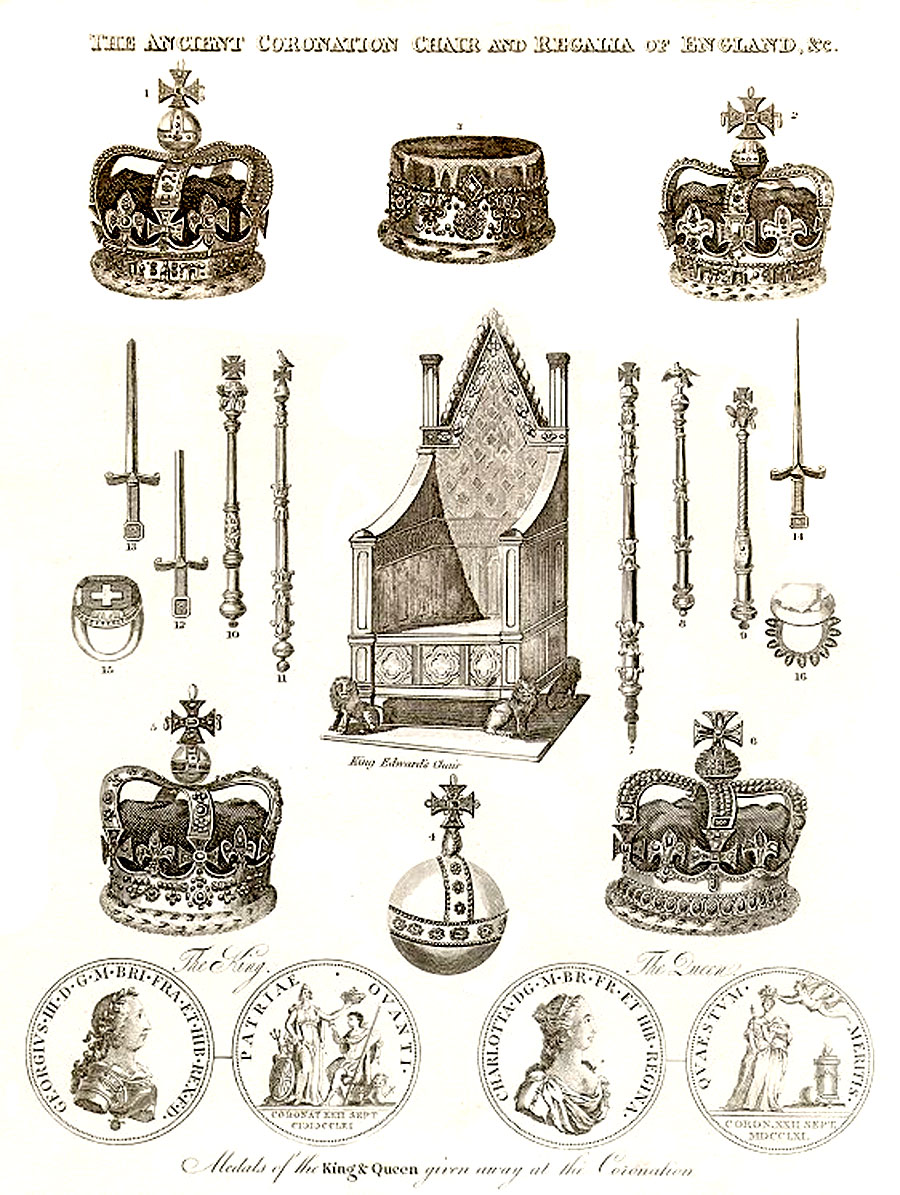
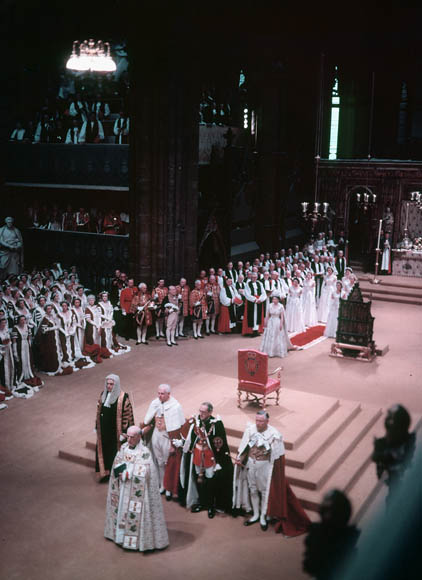
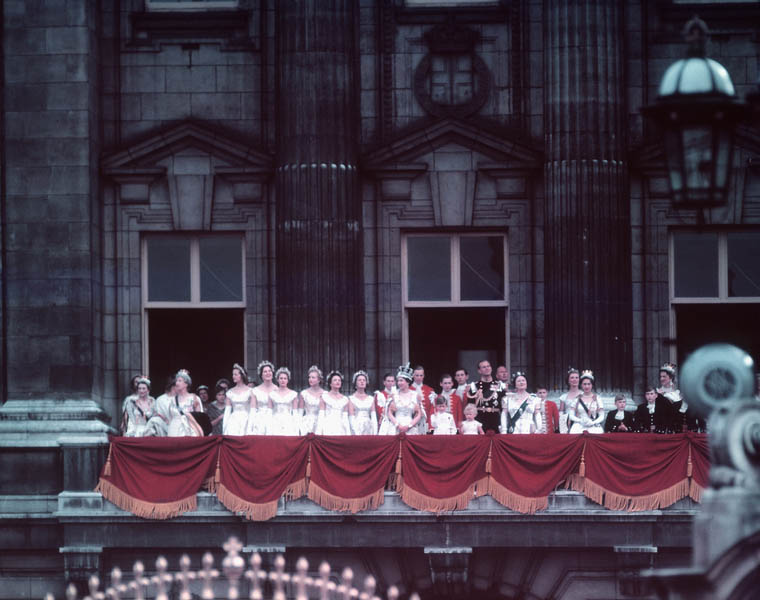
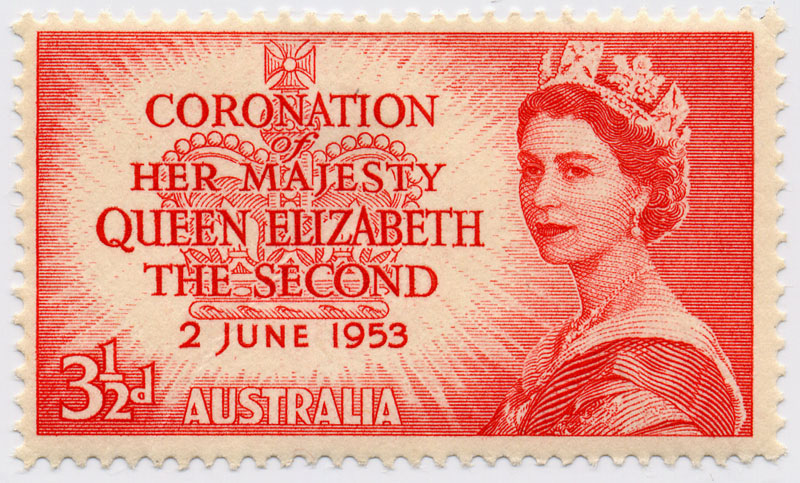